# Richard Lévesque
Pour les articles homonymes, voir Lévesque.
Richard Lévesque est un écrivain québécois né le 30 mai 1944 à Saint-Hubert-de-Rivière-du-Loup. 

## Biographie
Richard Lévesque est né à Saint-Hubert (comté de Rivière-du-Loup) le 30 mai 1944. Il effectue des études dans l'établissement  des pères maristes, à Sillery de 1957 à 1959, puis au collège de Hauterive, jusqu'à l'obtention du baccalauréat en 1965, et enfin, des études supérieures en lettres à l'université Laval, jusqu'en 1968. Devenu professeur au collège de Hauterive  puis au collège d'enseignement général et professionnel de Rivière-du-Loup jusqu'en 197)[Quoi ?], il est ensuite, pendant quelques années, agent d'information, puis revient à l'enseignement, et collabore à différentes revues et maisons d'édition. 
Sa première publication est de 1965 et un recueil de poésie, Treize, suivi de Ophélia. 
Depuis février 2011, il rédige un blogue sur Info Dimanche, l'édition en ligne du journal du même nom publié à Rivière-du-Loup depuis 1992,.

## Publications
Il a écrit plusieurs ouvrages :

### Fiction
- La Nuit, Maison de la page qui tourne, 2016, recueil de micronouvelles, 59 p.  (ISBN 978-2-920194-22-9)
- Le Reliquaire, Maison de la page qui tourne, 2011, roman, 90 p.  (ISBN 9782920194236)[5]
- Contes et menteries du Bas-du-Fleuve, Communications Sylvain Dionne, 2002, recueil de contes et légendes, 189 p.  (ISBN 2-922884-01-5)
- Légendes de la rivière du Loup, Communications Sylvain Dionne, 2001, recueil de contes et légendes, 133 p.  (ISBN 2-922884-00-7)
- Impressions de voyage, Maison de la page qui tourne, 1992, poésie, 49 p.  (ISBN 2920194208)
- J'Érik, Maison de la page qui tourne, 1992, 49 p.  (ISBN 2920194216)
- Catalogue d'objets familiers, Maison de la page qui tourne, 1983, 93 p.  (ISBN 2920194097)
- Les Alentours d'un mariage, Maison de la page qui tourne, 1982, 17 p.  (ISBN 2920194070)
- Le Vieux du bas-du-fleuve, Castelriand, 1979, roman, 160 p.  (ISBN 2890250342)[6]
- Les Yeux d'orage, Castelriand, 1978, recueil de contes et nouvelles, 140 p.[7]
- La cantilène à mon Québec et autres dits, Éditions LaLiberté, 1974, poésie, 75 p.Collection poétique "Le Dévidoir"
- Treize, suivi de Ophélia, Éditions Viking, 1965, poésie, 67 p.[2].

### Autres
- Joseph Rilev présente : Drôle de golf, Castelriand, 1978, 32 p.

- Biographies de l'Isle-Verte, Castelriand, 1978, 71 p.

- Personnalités de Rivière-du-Loup, Castelriand, 1977, 143 p.